# Molly Brown
Margaret Brown, nascuda com Margaret Tobin (18 de juliol de 1867 - 26 d'octubre de 1932), més coneguda com a Maggie Brown o Molly Brown, es feu famosa per ésser una de les supervivents del naufragi del RMS Titanic. Va ser rebatejada popularment després de la seva mort com la "insubmergible Molly Brown", tot i que ella mai no fou nomenada Molly durant la seva vida.

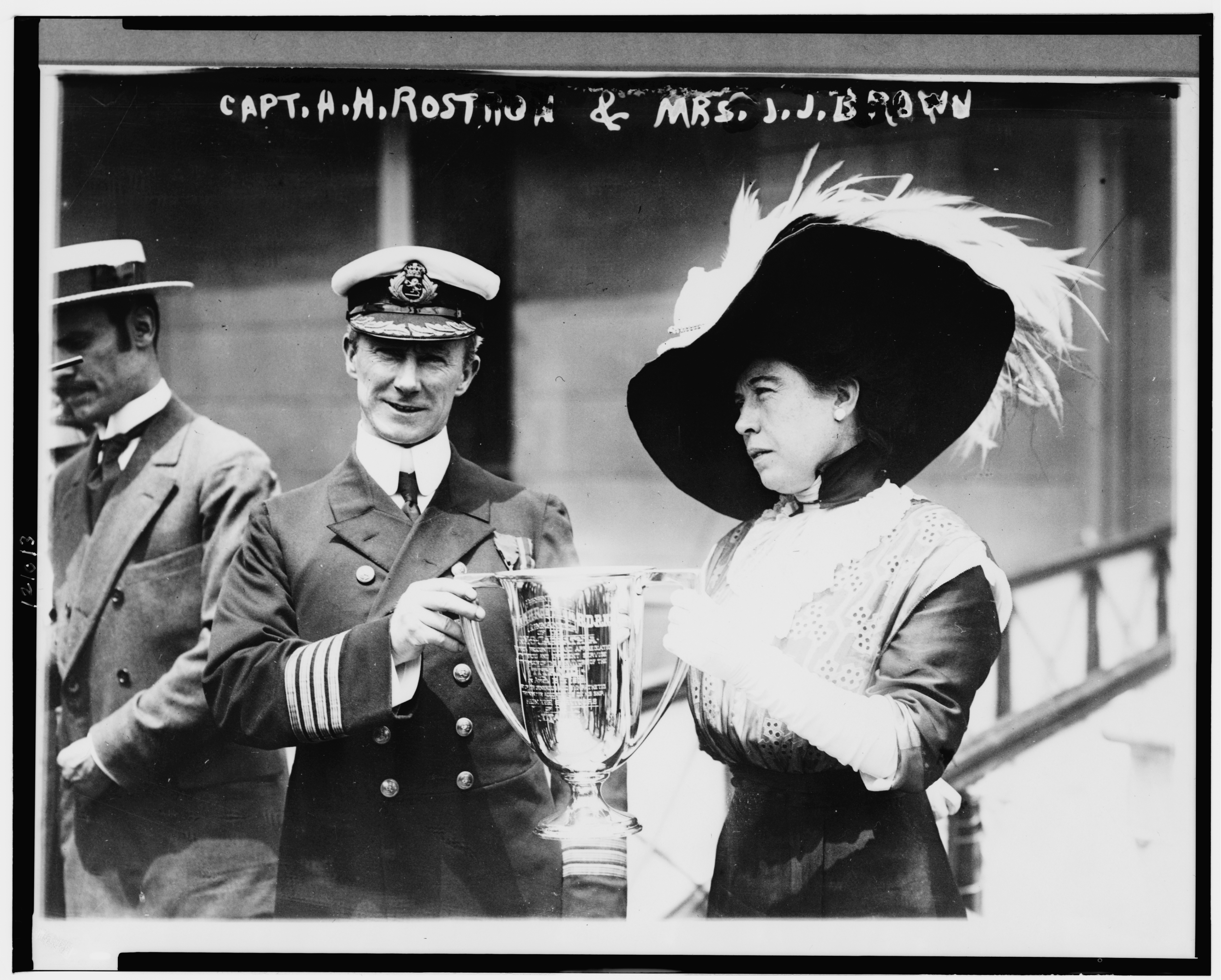
Margaret Brown fent entrega d'un premi al Capità Arthur Henry Rostron per la seva col·laboració en el rescat del Titanic

Margaret Brown va néixer a Hannibal, Missouri, en una família d'immigrants irlandesos. Tenia quatre germans més. Els seus pares eren John Tobin (1820-1899) i Johanna Collins (1825-1905). Els seus germans eren Daniel, William i Helen Tobin. A més a més, Margaret tenia la seva germanastra Catalina Bridget Tobit a causa del primer matrimoni del seu pare i una altra germanastra, Mary Ann Collins, procedent del primer matrimoni de la seva mare. Tant el seu pare com la seva mare s'havien quedat vidus a una edat jove.
Amb 18 anys, Margaret es traslladà a Leadville, Colorado, amb la seva germana. Allà aconseguí treball en una botiga. Fou justament allà on va conèixer el seu futur marit, James Joseph Brown (1859-1922), simplement conegut com a J.J., un home emprenedor, que s'havia criat a si mateix, el 1886. Brown sempre havia planejat casar-se amb un home ric, però es casà amb J.J. per amor. Ella va dir: "Volia un home ric, però vaig estimar en Jim Brown. Volia comoditat per al meu pare i m'havia proposat romandre soltera fins a trobar un home que ens pogués proporcionar tot això que necessitàvem […] En Jim era tan pobre com nosaltres i no teníem cap possibilitat en la vida d'anar a millor. Vaig ésser forta i vaig lluitar en aquells temps. Em vaig estimar en Jim, però ell era pobre. Finalment, em vaig convèncer que estaria millor amb un home pobre que m'agradés que no pas amb un de ric de qui només m'atraguessin els seus diners. Així doncs, em vaig casar amb en Jim Brown".
Margaret Tobin i J.J. Brown es casaren a l'església de Leadville's Annunciation l'1 de setembre de 1886. Els Brown van tenir dos fills:
- Lawrence Palmer Brown ("Larry"), va néixer el 30 d'agost de 1887 a Hannibal, Missouri. Es casà amb Hielen Elizabeth Horton (1890-1985) l'1 de gener de 1911 a Kansas City, Missouri. Van tenir dos fills: Lawrence Palmer "Pat" Bron, Jr. (1911-1976) i Hielen Elizabeth "Betty" Brown (1913-1974). El matrimoni fracassà i Larry tornà a casar-se amb Mildred Gregory (1895-1956) el 17 de novembre de 1926 a Beverly Hills, Califòrnia. No van tenir fills. Larry morí el 2 d'abril de 1949.

- Catherine Ellen Brown ("Helen"), va néixer l'1 de juliol de 1889 a Leadville, Colorado. Va contraure matrimoni amb Joseph Peter Adelheid Benziger (1877-?) el 7 d'abril de 1913 a Chicago, Illinois. Llurs fills foren James George Benziger (1914-1995) i George Peter Adelrich Benziger (1917-1985). Helen va morir el 1969.

## Últims anys
La seva fama com a supervivent del Titanic l'ajudà a promoure els temes pels quals ella havia estat lluitant, els drets dels treballadors i de les dones, l'educació i l'alfabetització dels nens i nenes i la seva històrica preservació. Durant la Primera Guerra Mundial a França va estar treballant-hi amb el comitè americà per la França devastada. Reconstruí àrees que havien quedat arrasades i ajudà els soldats francesos i americans. Fou condecorada amb la legió d'honor francesa poc abans de morir. Durant els últims anys de la seva vida fou actriu. Va morir d'un tumor cerebral el 26 d'octubre de 1932, a l'edat de 65 anys. A la pel·lícula Titanic és interpretada per Kathy Bates.